# Бредеворт
Бредеворт — маленьке місто з населенням близько 1600 жителів, розташоване в провінції Гелдерланд, Нідерланди. Воно розташоване між містами Алтен і Вінтерсвейк.
Бредеворт позиціонує себе як «книжкове місто», подібно Хей-на-Вайе в Уельсі або Реду в Бельгії. В даний час в місті більше двадцяти букіністичних магазинів.
До 1818 року Бредеворт мав свій муніципалітет, а потім він увійшов до складу Алтена.

## Пам'ятки
- Готична церква святого Георгія з кафедрою в стилі рококо 1672 року.
- Вітряк Принца Оранського
- Історичний центр
- Міські ворота XVII ст.

## Галерея

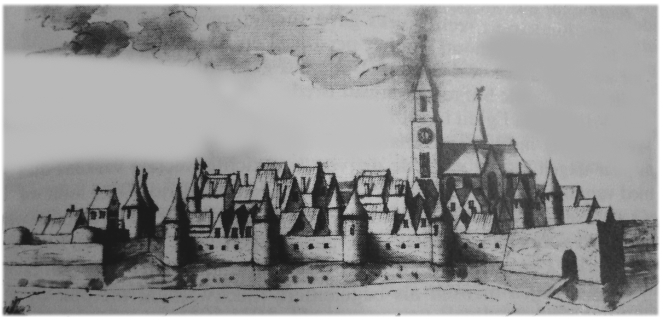
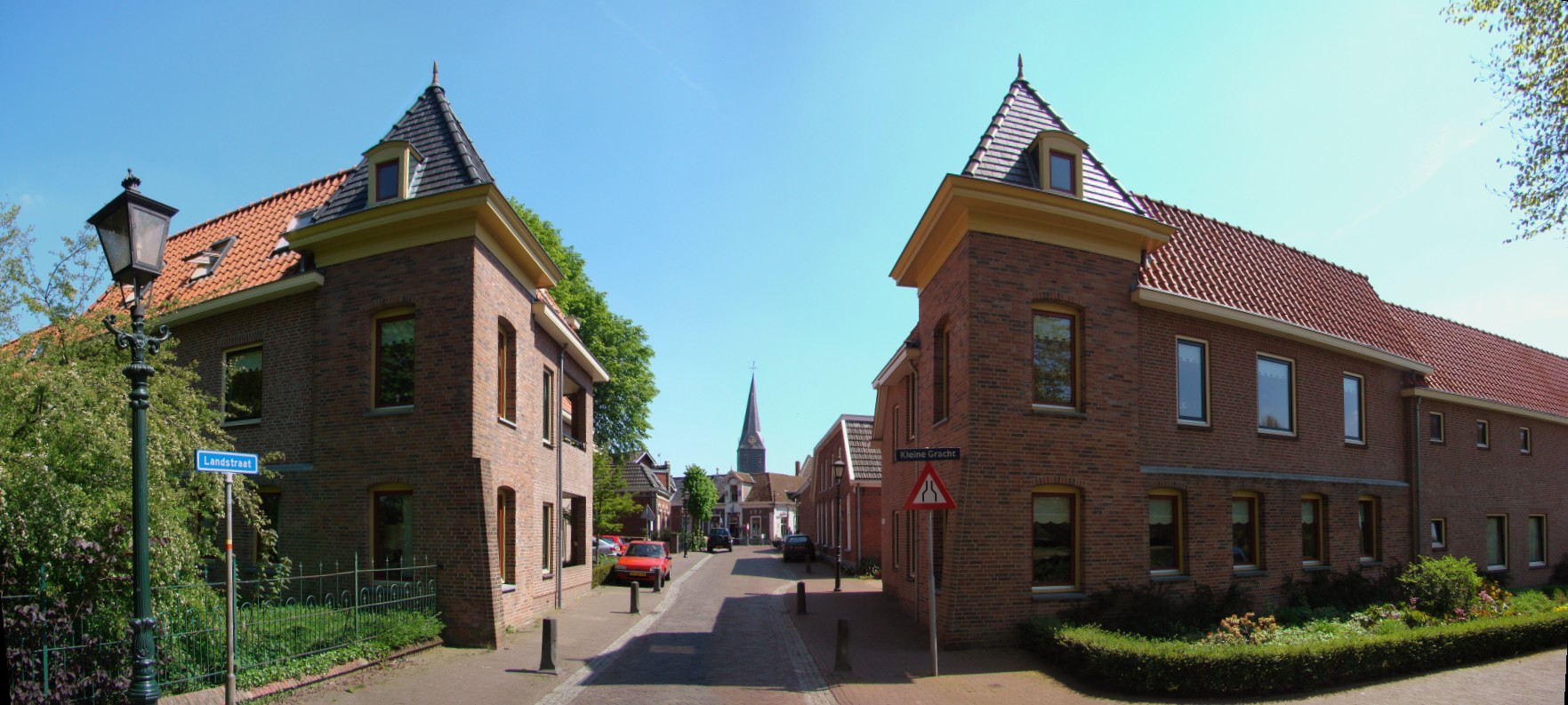
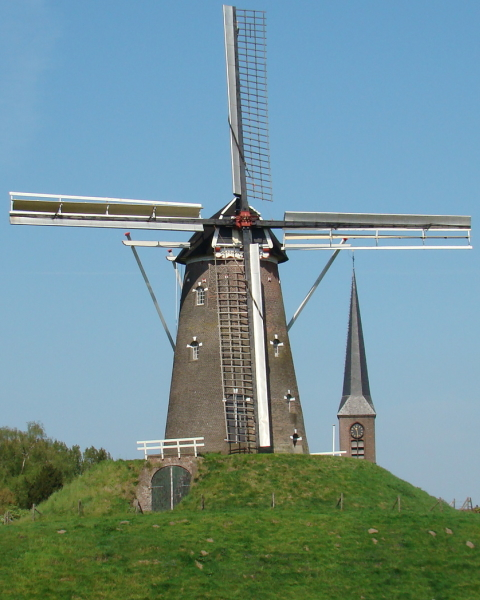
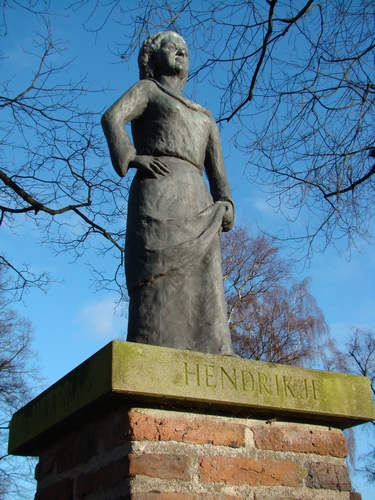
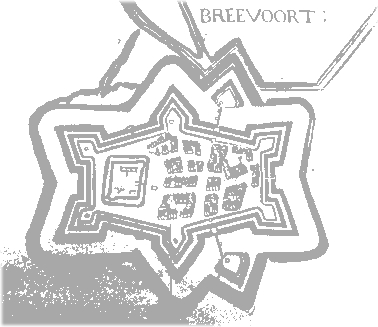
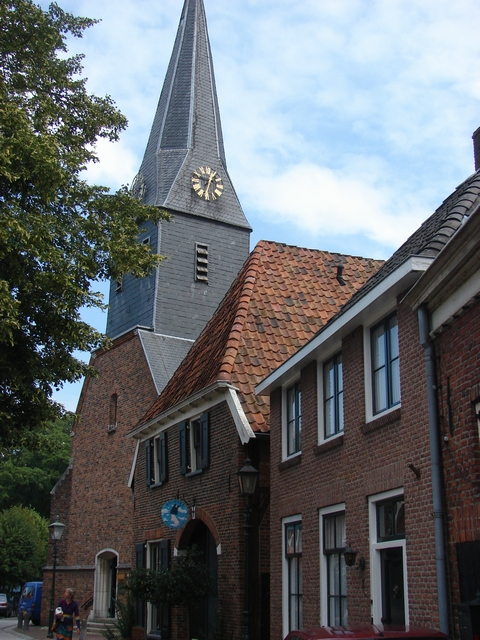
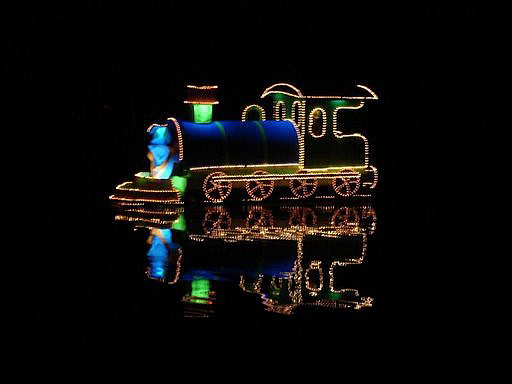
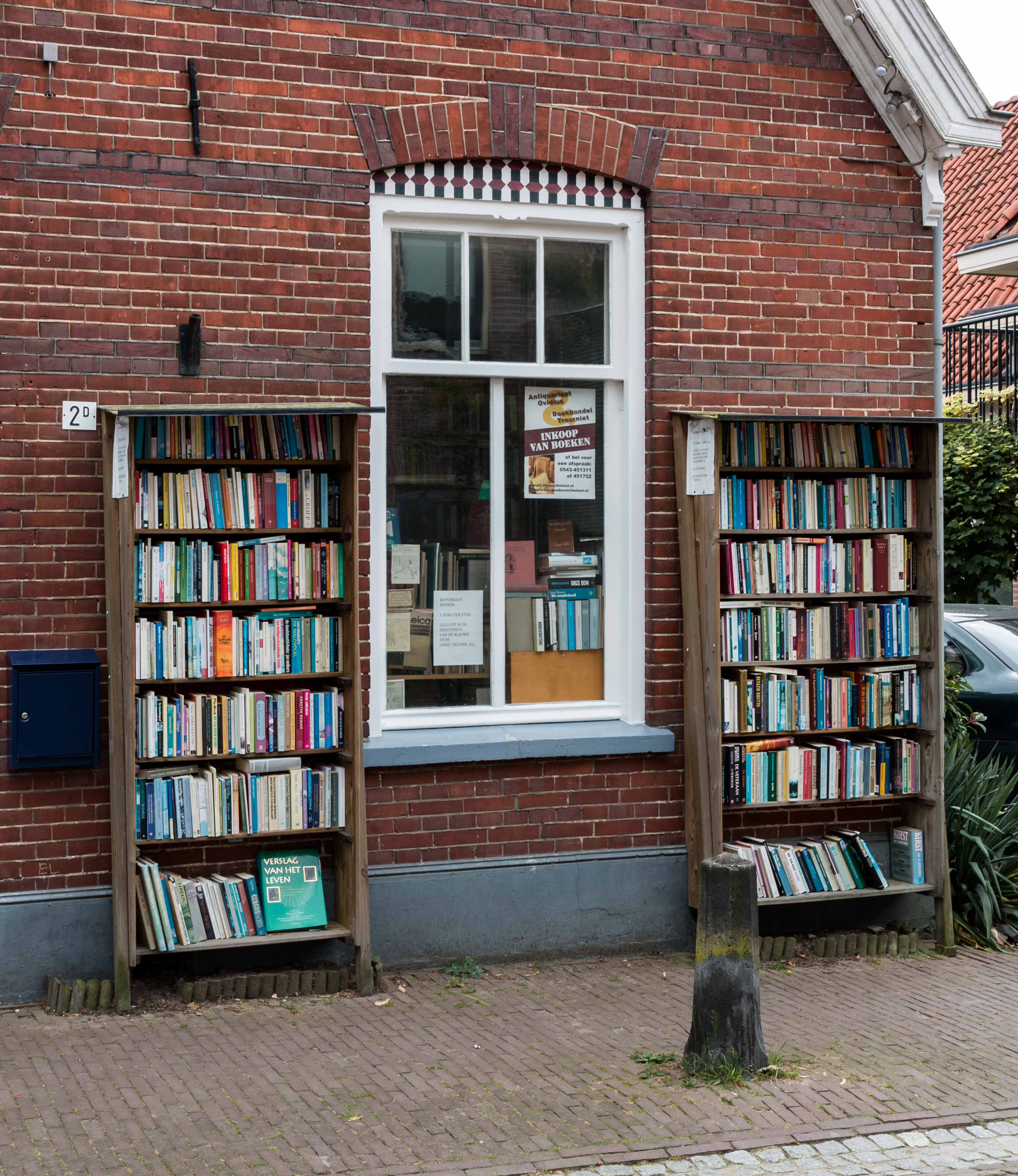
Антикварна книгарня у 2016
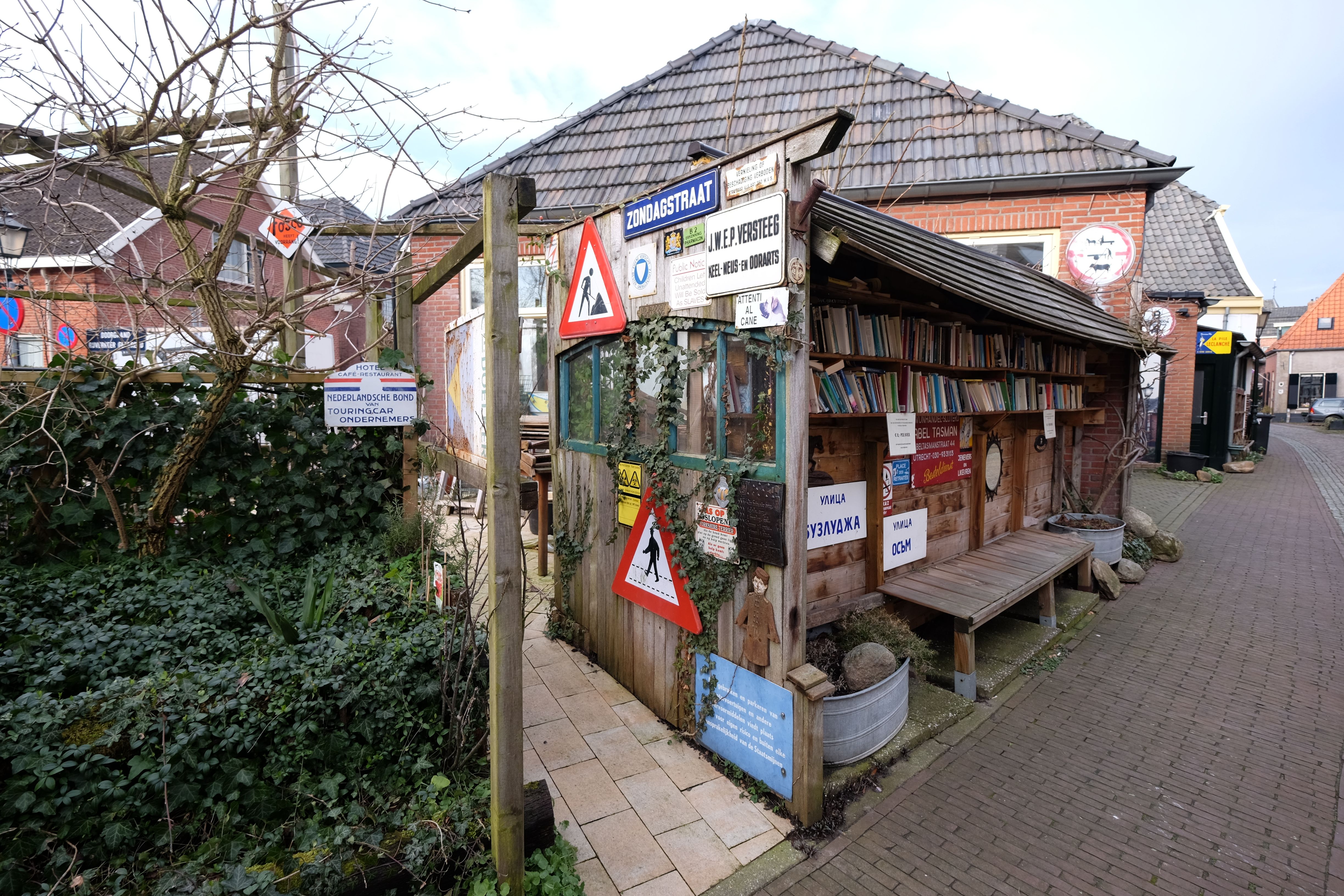
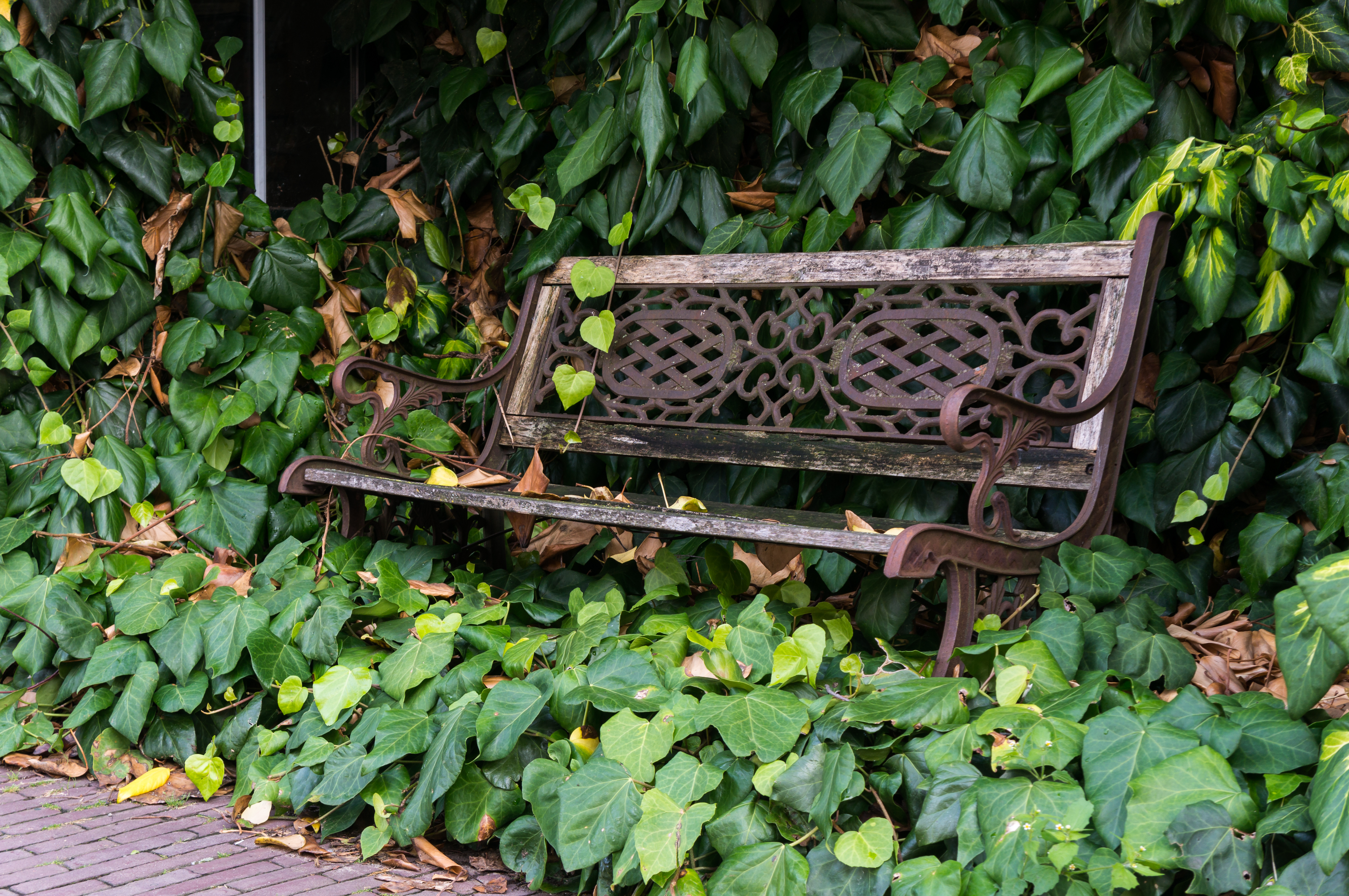
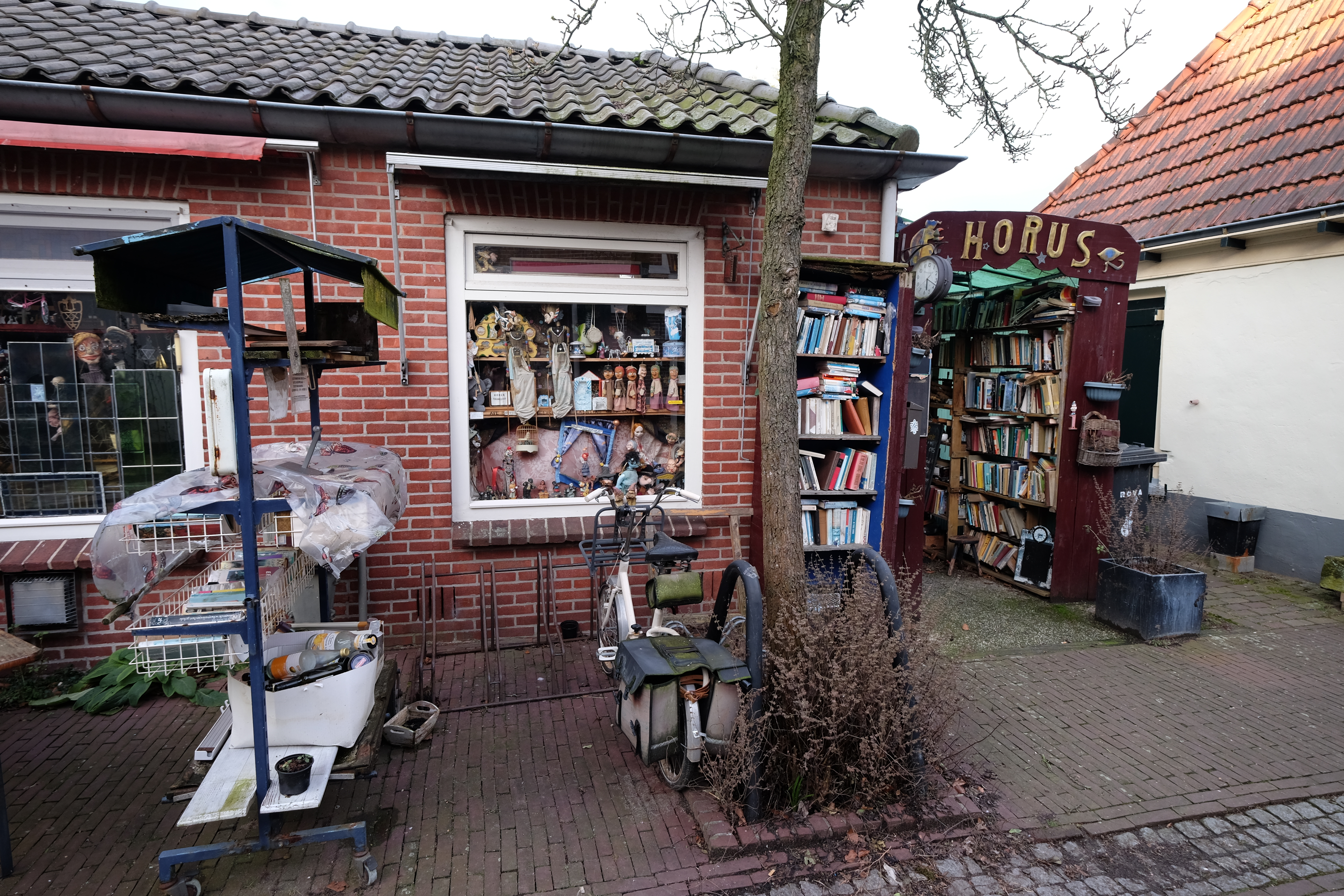
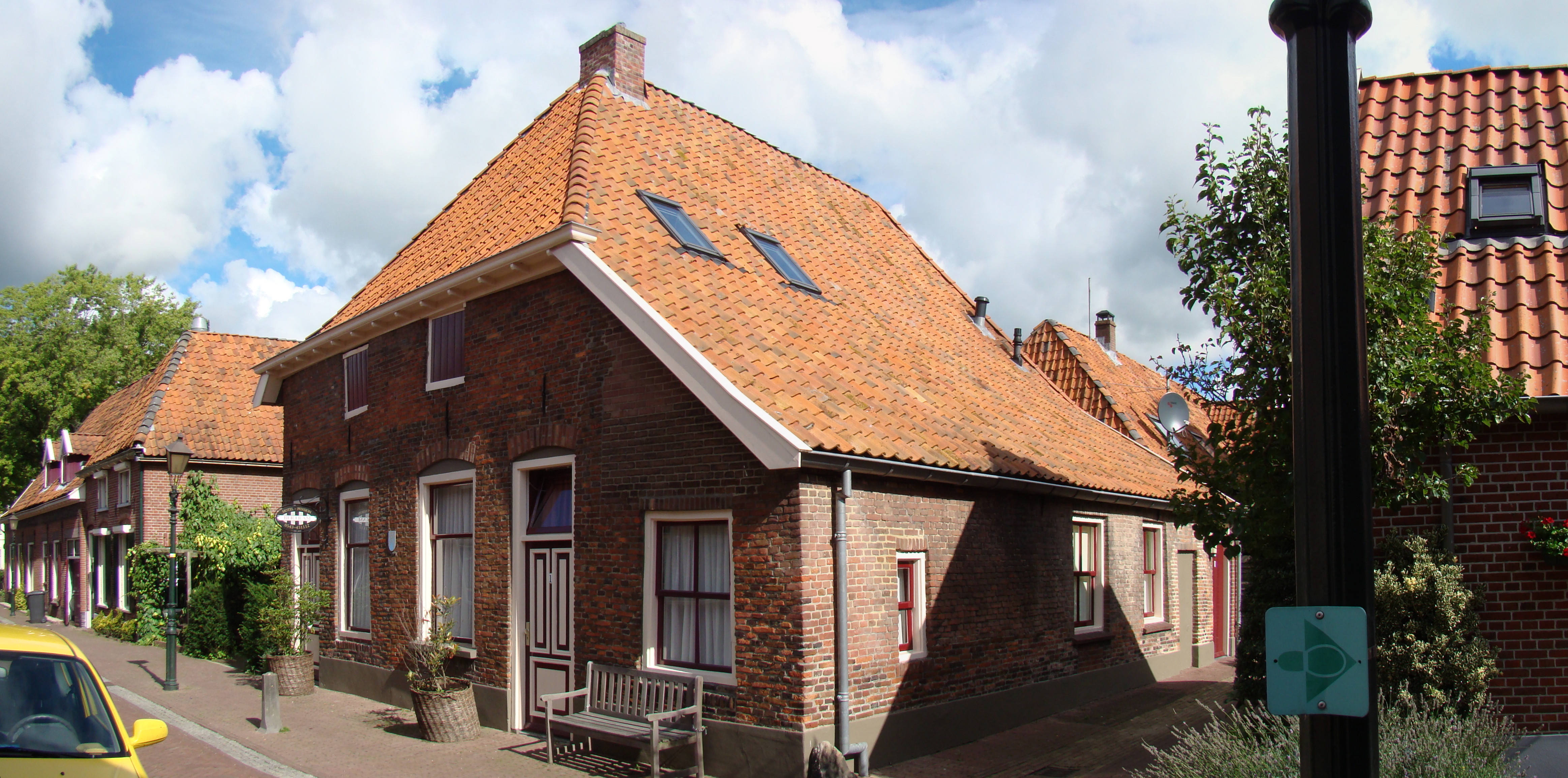
вулиця Gasthuisstraat
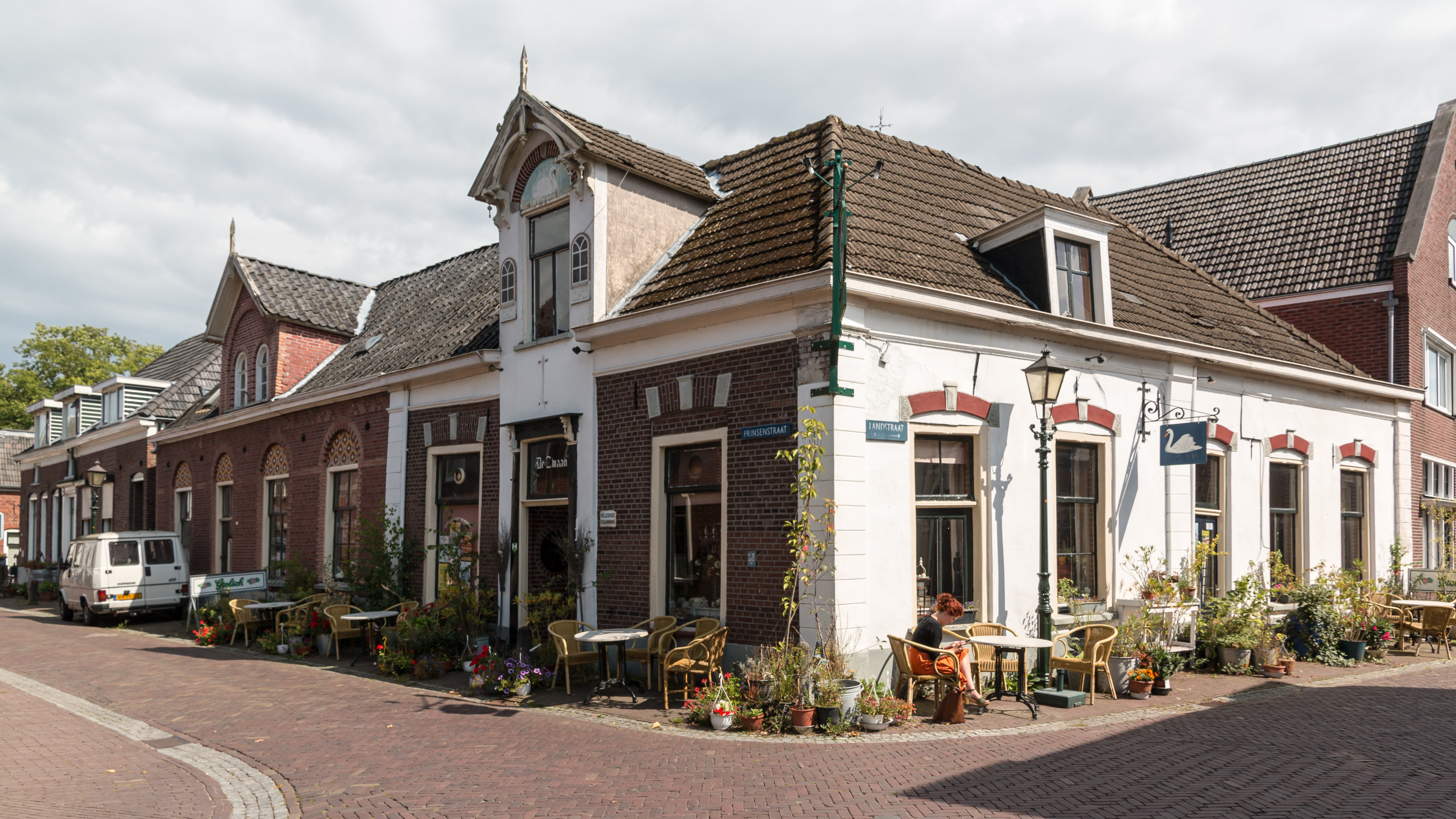
вулиця Prinsenstraat
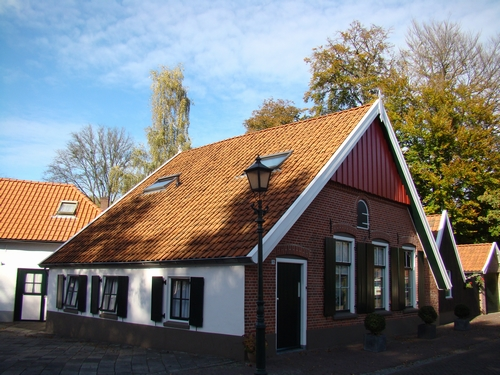
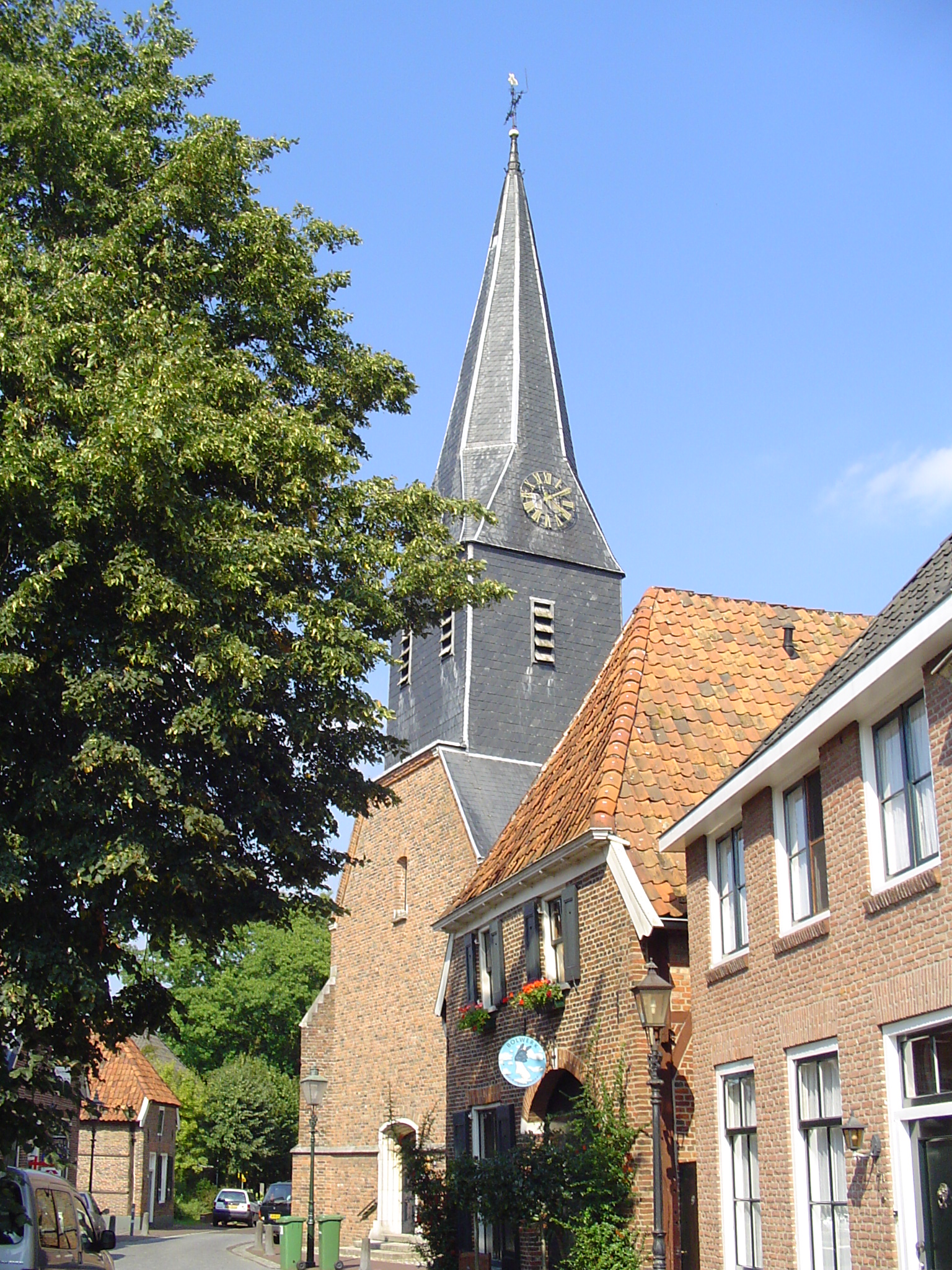
Церква Sint-Joriskerk
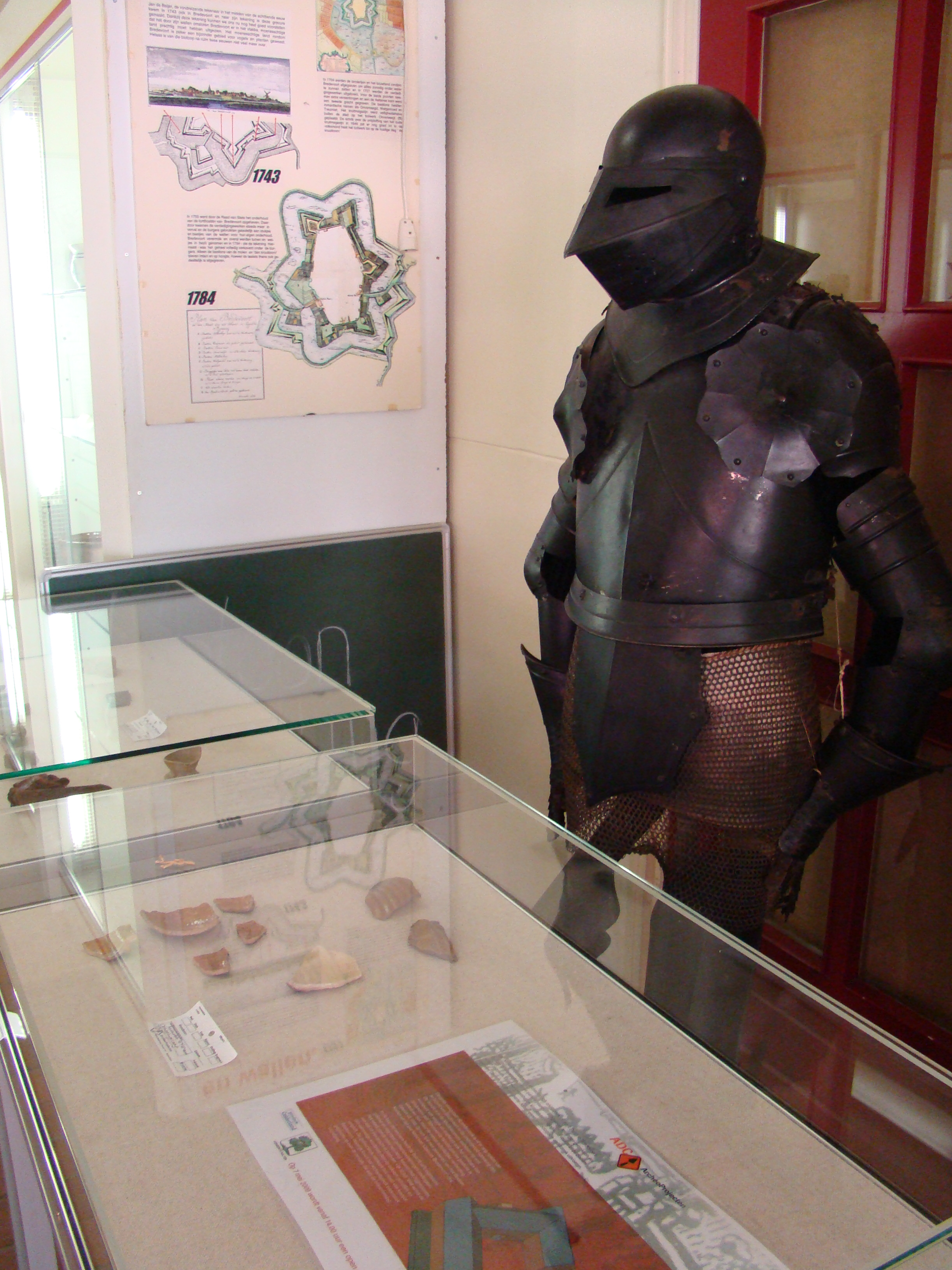
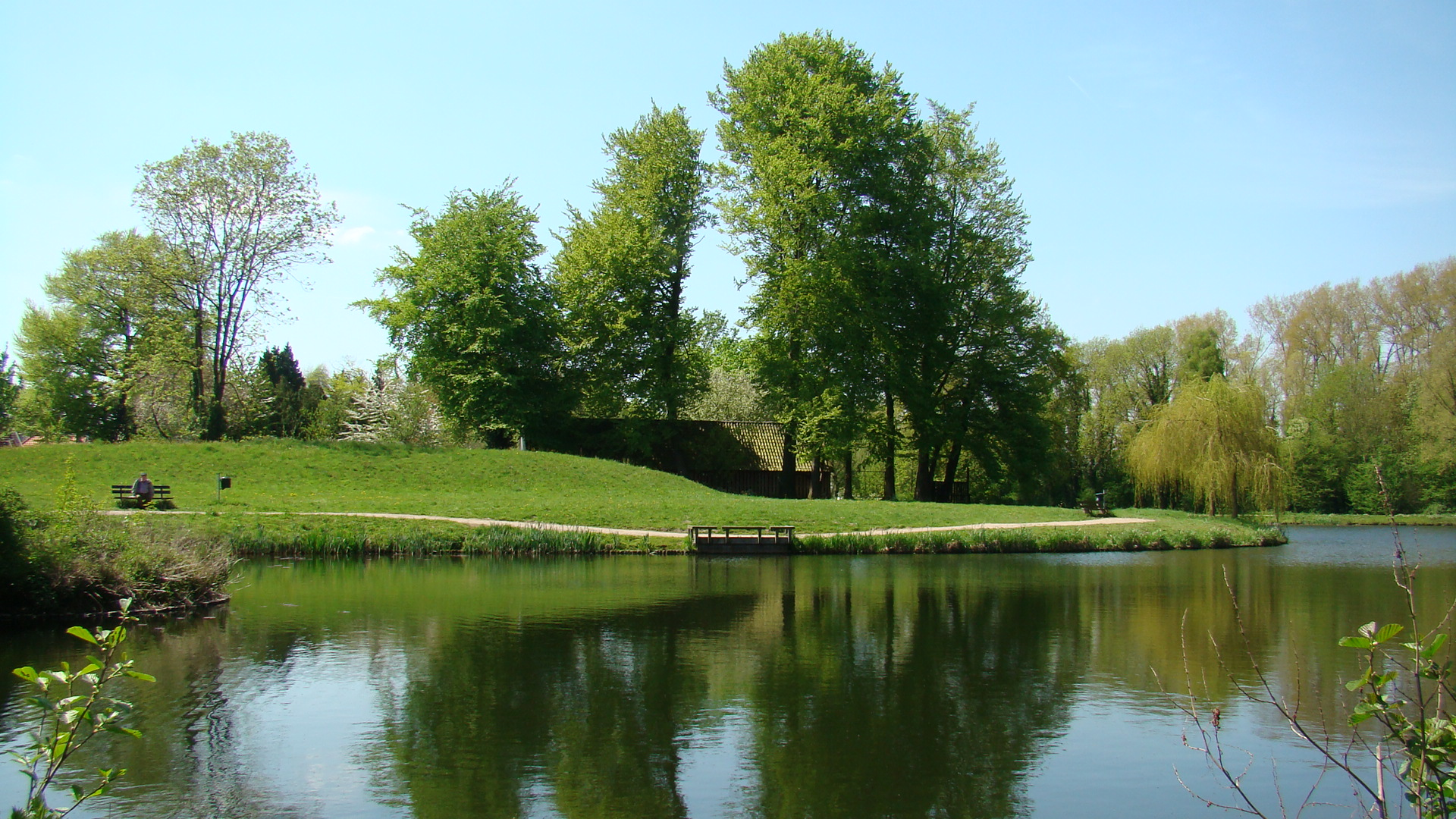
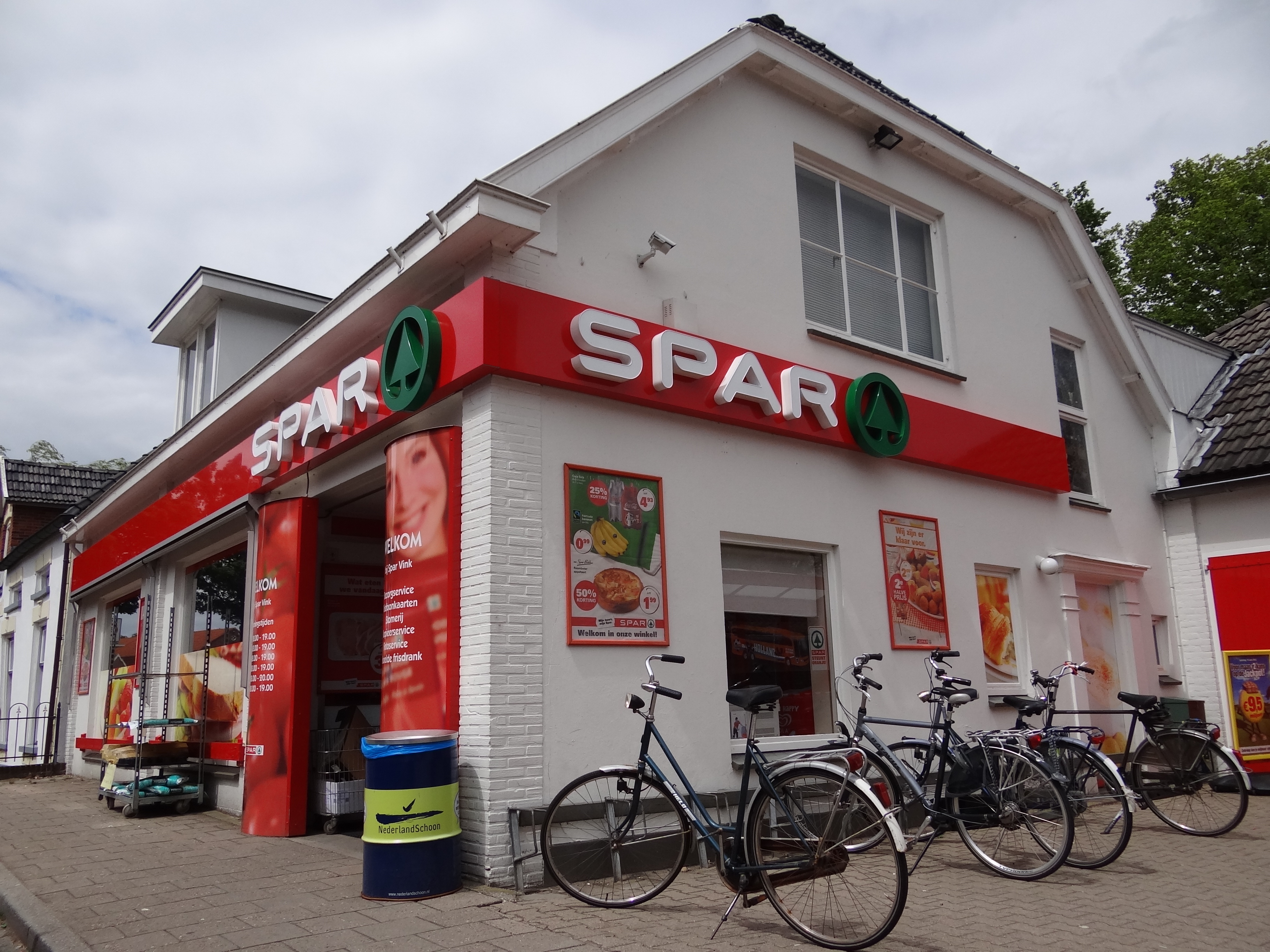
Супермаркет Spar
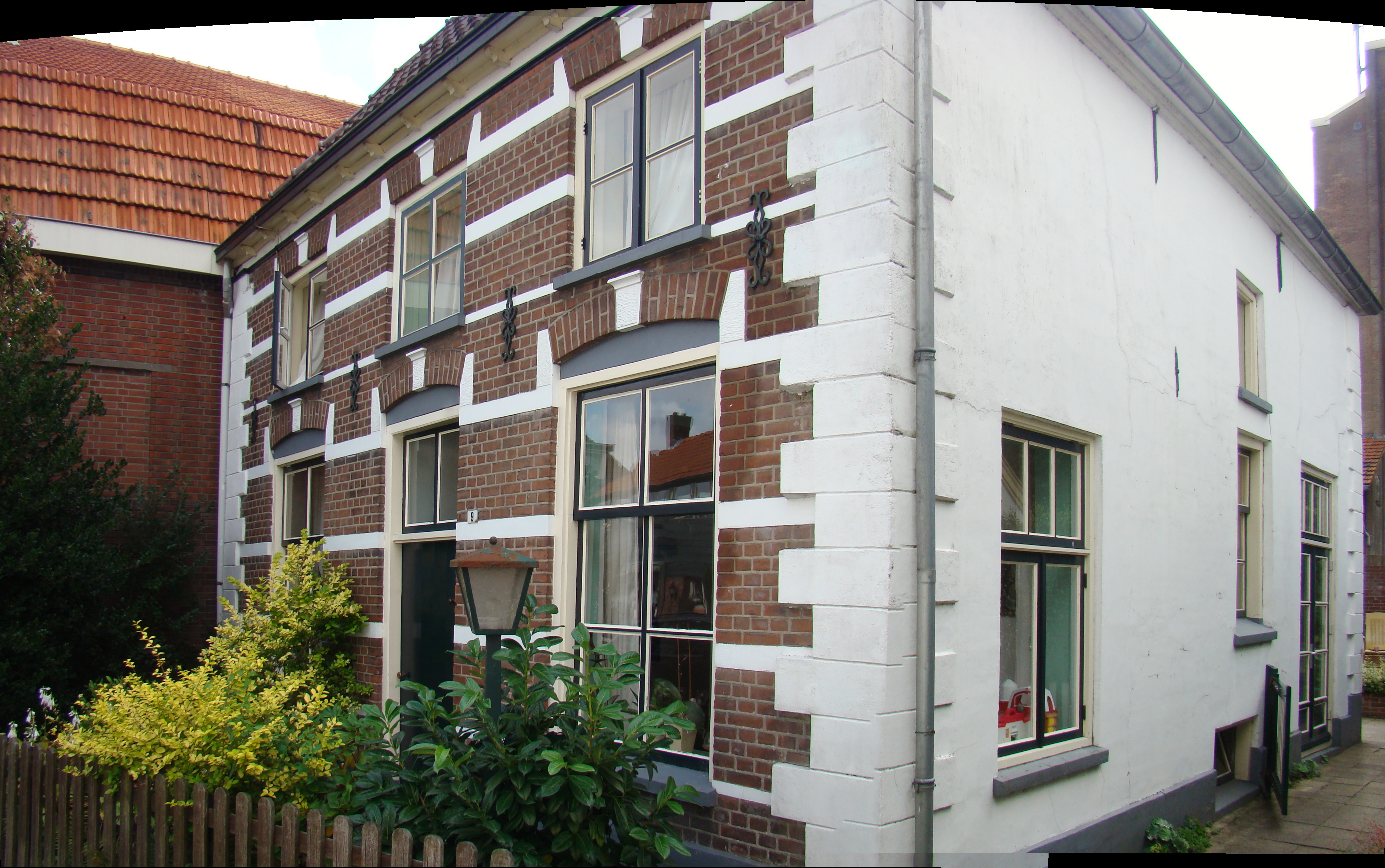
Колишня синагога
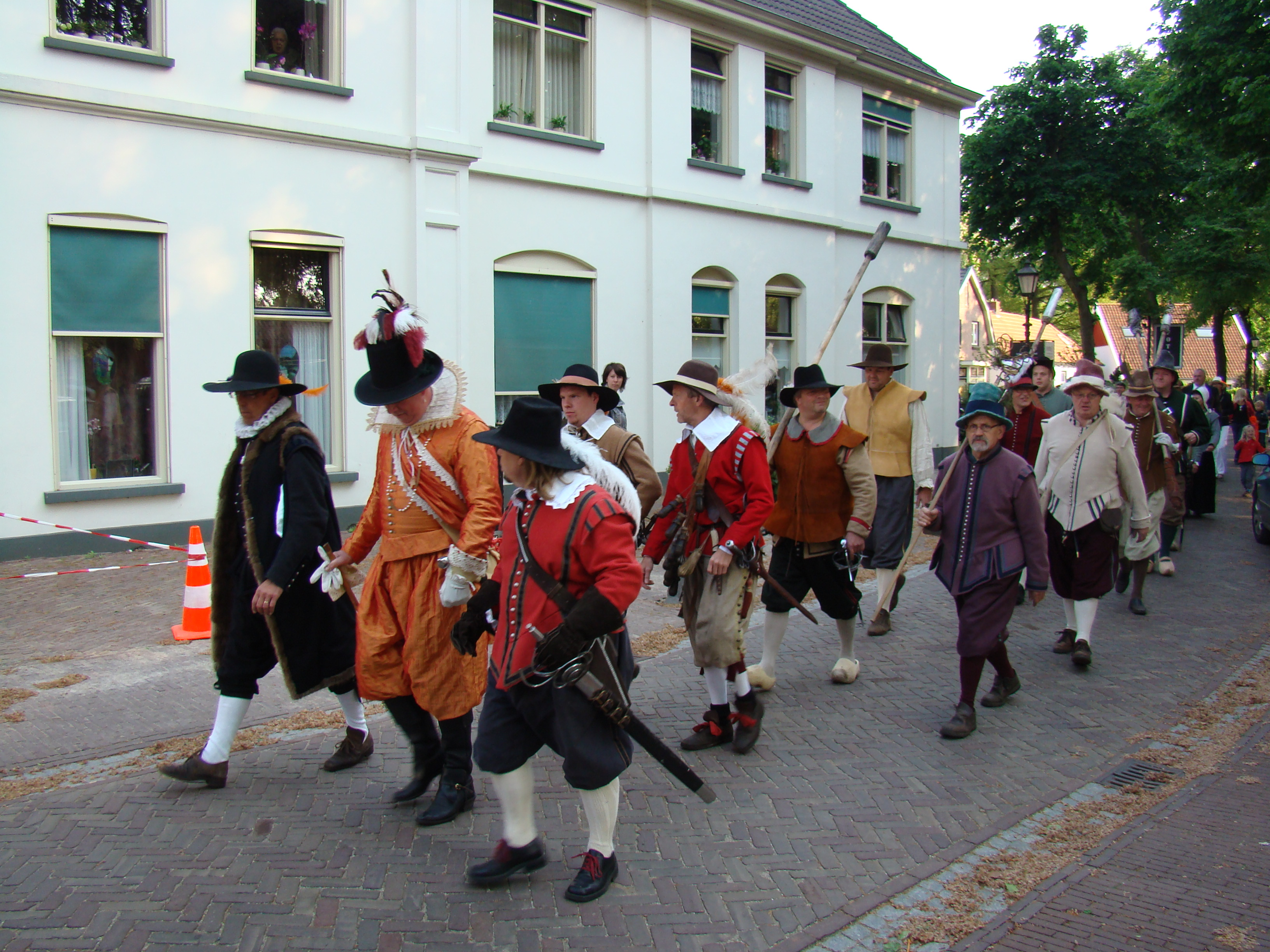
Міське свято
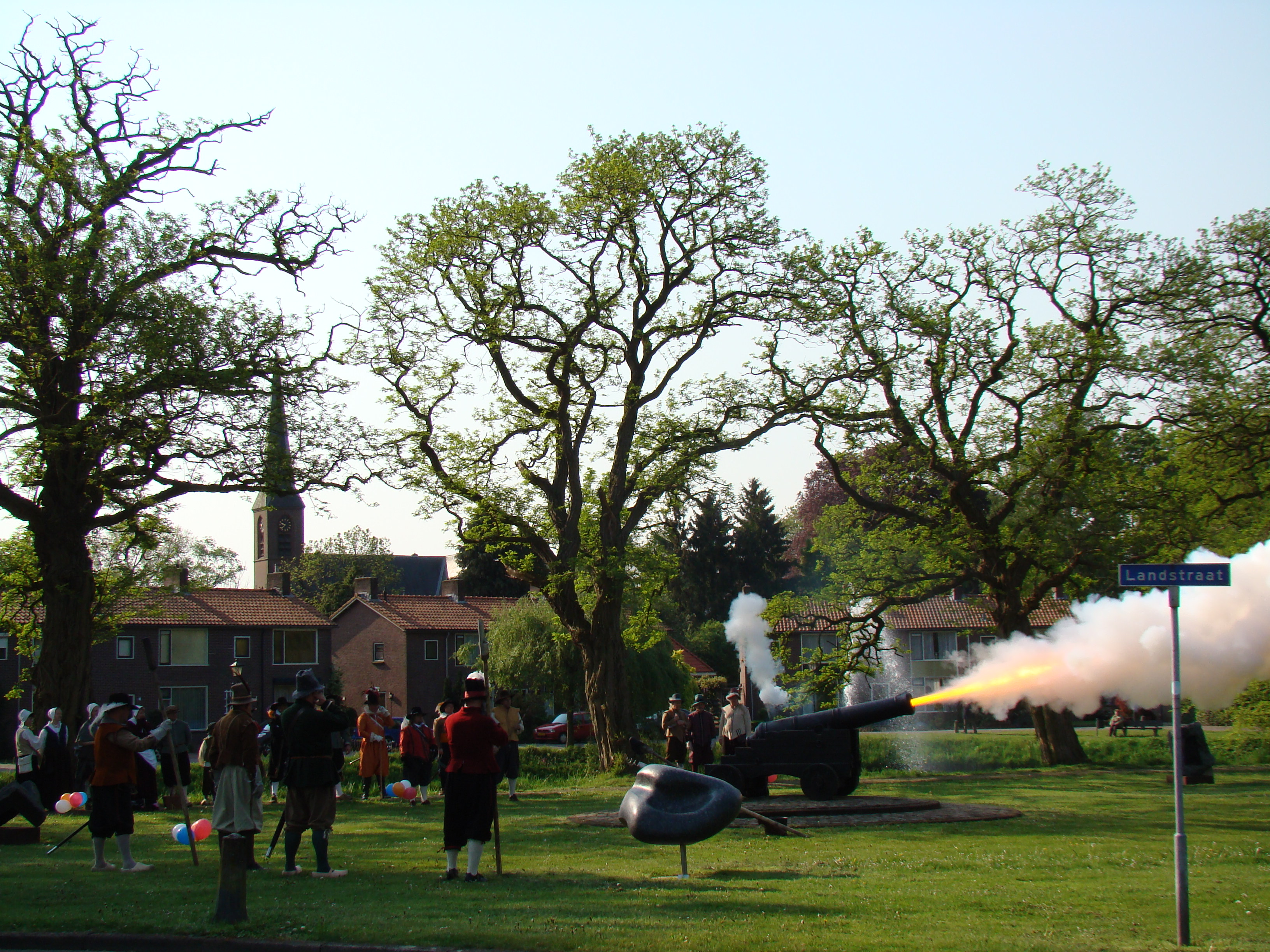
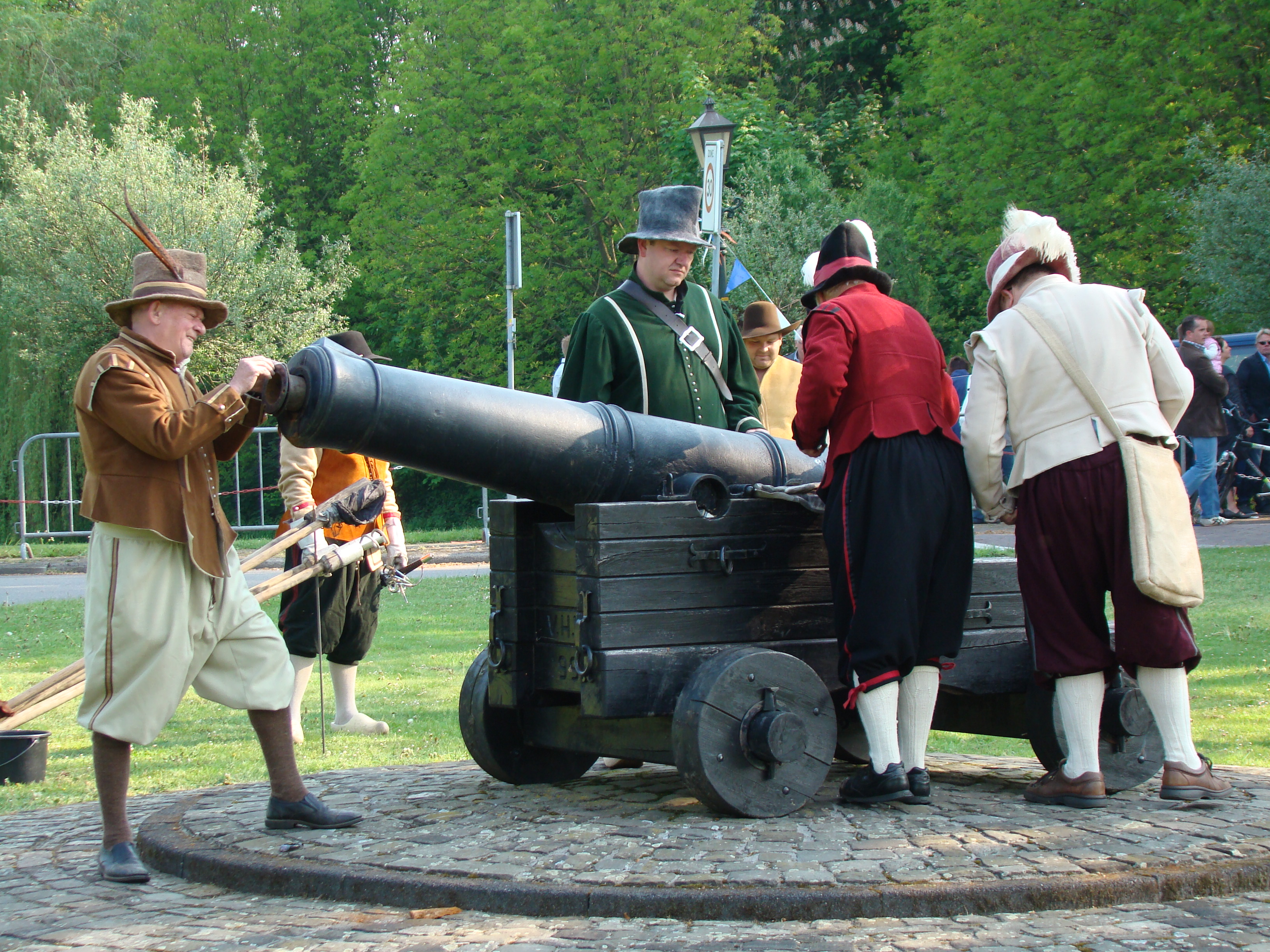
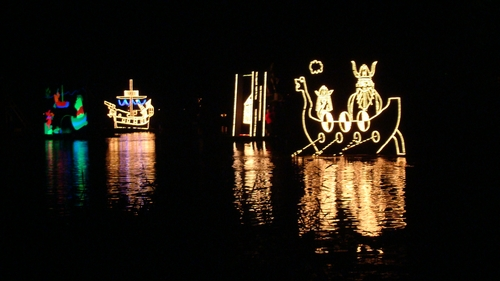

 Вікісховище має мультимедійні дані за темою: Бредеворт